# Jean de Marville
Jean de Marville (? – červenec 1389) byl sochař činný koncem 14. století na dvoře burgundského vévody Filipa Smělého.

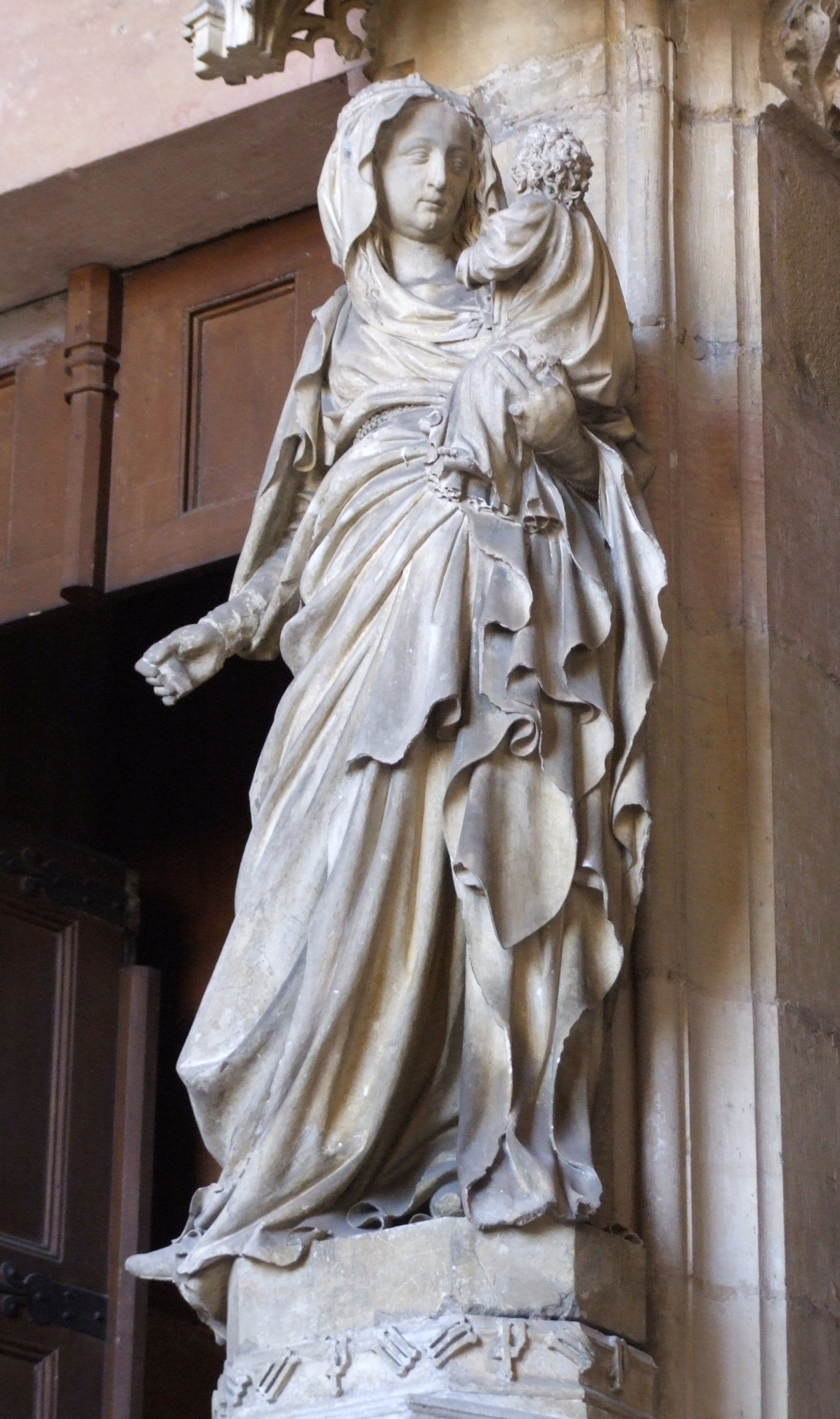
Panna Marie, portál kartouzy Champmol

## Život a dílo
Jean de Marville, uváděný též jako Hennequin nebo Hannequin de Marville, Jean de Menreville, Jean de Mainreville, Jan van Mergem nebo Jehan de Marville, pocházel podle jména nejspíše z Marville v Burgundsku, ale podle zdrobnělého jména Hennequin mohlo být jeho rodištěm i vlámské Merville v Hazebroeku nebo Mervel v Sint-Truiden.
Jako sochař byl činný v kostele Saint-Pierre v Lille (Jean de Menreville, 1366) a v katedrále v Rouenu (1369), kde byl spolu s Jeanem de Liège pověřen dekorací kaple krále Charlese V. Později pracoval v Paříži na náhrobku krále Charlese V. a roku 1371 pracoval opět v Lille. Od 22. ledna 1372 byl komorníkem a hlavním sochařem na dvoře burgundského vévody Filipa Smělého (ymagier et valet de chambre de Monseigneur). Řídil práce na stavbě kartuziánského kláštera Champmol poblíž Dijonu a v jeho dílně pracovalo kolem dvaceti sochařů. Jean de Marville je patrně autorem sochy Panny Marie s dítětem na středním sloupu portálu tamní kaple. Roku 1383 přišel do jeho dílny Claus Sluter. Během sedmnácti let ve službách Filipa Smělého se patrně podílel na výzdobě jeho rezidencí, jako hradu Argilly, a zámku Germolles a mohl pracovat i v Bruggách pro jeho tchána, flanderského hraběte Ludvíka z Mâle.
Podle dochovaného záznamu z 27. ledna 1377 o koupi slonoviny byl zřejmě i autorem komorních soch z tohoto materiálu. 29. března 1381 obdržel objednávku na alabastrový náhrobek Filipa Smělého, vytvořil návrh náhrobku a v říjnu 1384 zahájil jeho realizaci. V letech 1386–1387 v dílně pracoval sochař Claud de Haine. Po smrti Jeana de Marville (1389) náhrobek dokončili Claus Sluter a Claus de Werve (1404) a je možné, že během realizace došlo ke změně celkové koncepce.

### Známá díla
- Panna Marie s dítětem, portál kartouzy Champmol (?)
- náhrobek Filipa Smělého – koncepce a částečná realizace spolu s Clausem Sluterem
- sochy nad oltářem Andělské kaple
- Nejsvětější Trojice, Museum of Fine Arts, Houston[4]